# Rozchodník šestiřadý
Rozchodník šestiřadý (Sedum sexangulare, syn. Sedum boloniense) je vytrvalá, stálezelená, 5 až 20 cm vysoká sukulentní bylina z čeledi tlusticovitých s dužnatými, střídavými listy a plazivou lodyhou. Rostliny jsou tmavě zelené nebo červeně naběhlé. Roste na výslunných, písčitých či kamenitých stanovištích na kyselých i vápencových podkladech. Je to nenáročná bylina, přirozeně rozšířená v Evropě na jih od jižní Skandinávie. Je často pěstována jako okrasná rostlina na skalkách. V České republice je původním druhem. Kvete v průběhu června a července. Květenství je tvořeno 2 až 5 vijany, každý nesoucí po 5 až 8 květech. Malé žluté pětičetné květy s oblibou navštěvují pestřenky, čmeláci a jiný hmyz. Plodem je měchýřek. Rostlina se snadno množí semeny a trsy.

## Synonyma
- rozchodník boloňský
- rozchodník tenkolistý

## Galerie

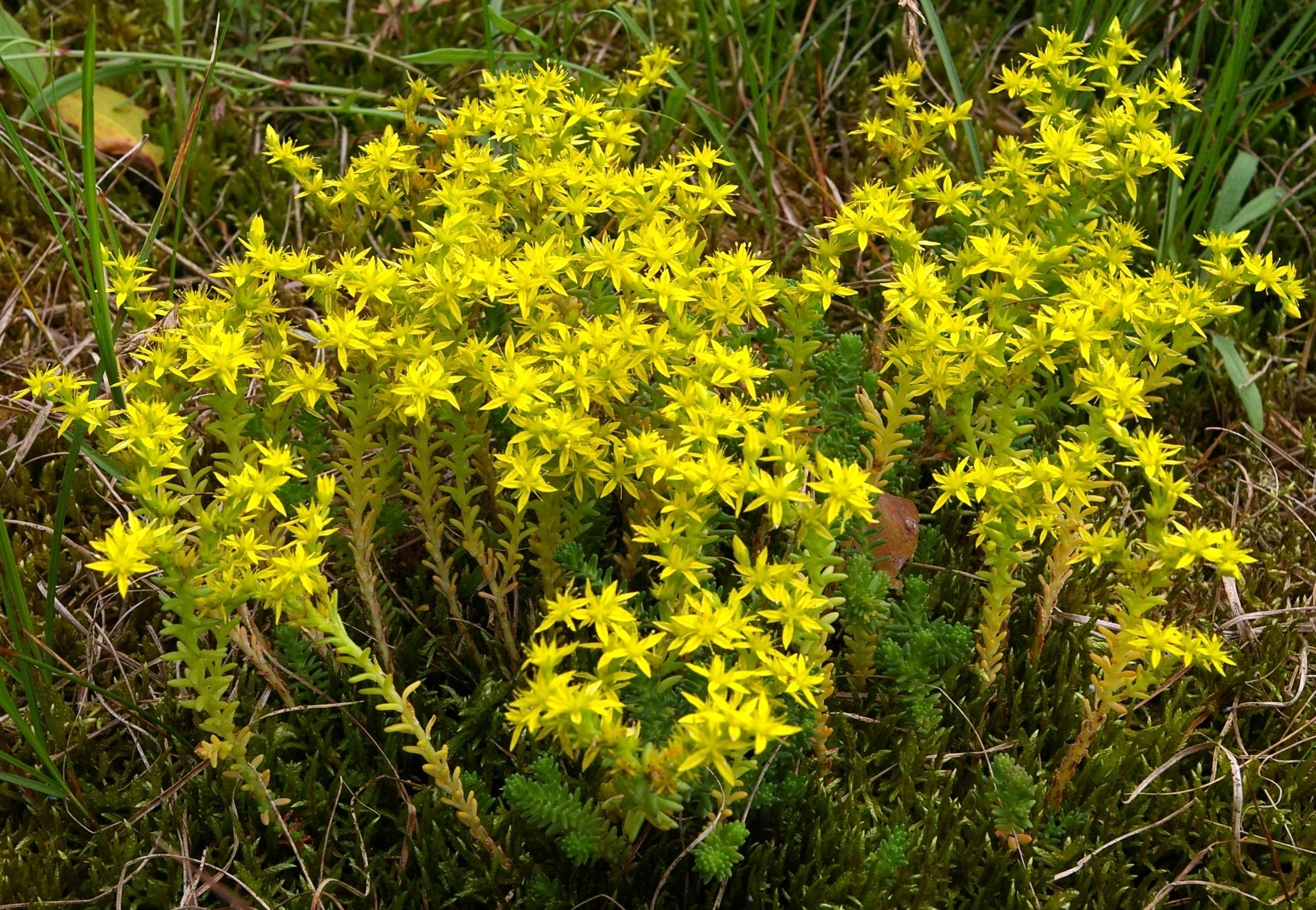
Rozchodník šestiřadý focený v Německu
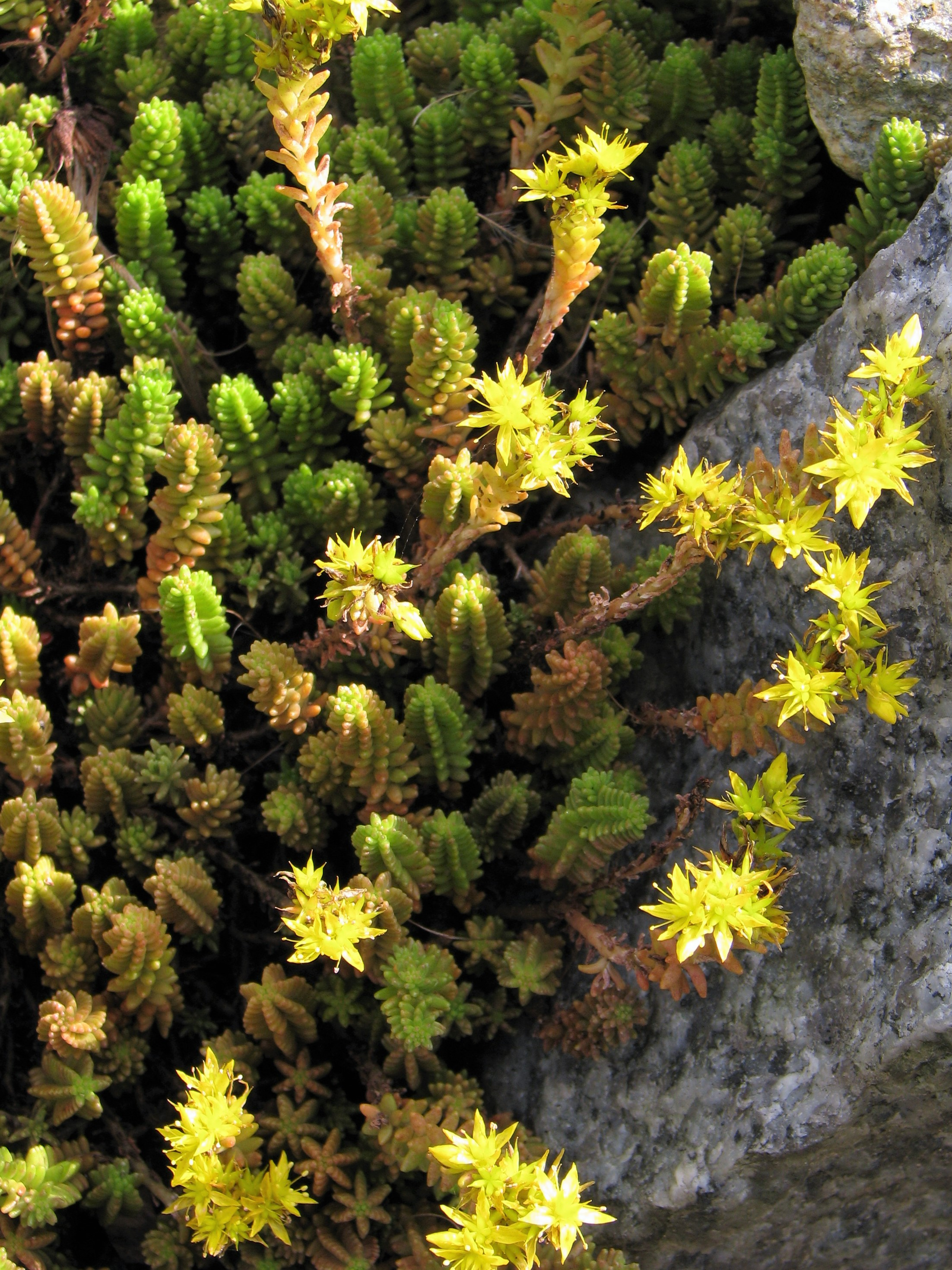
Rozchodník šestiřadý v létě
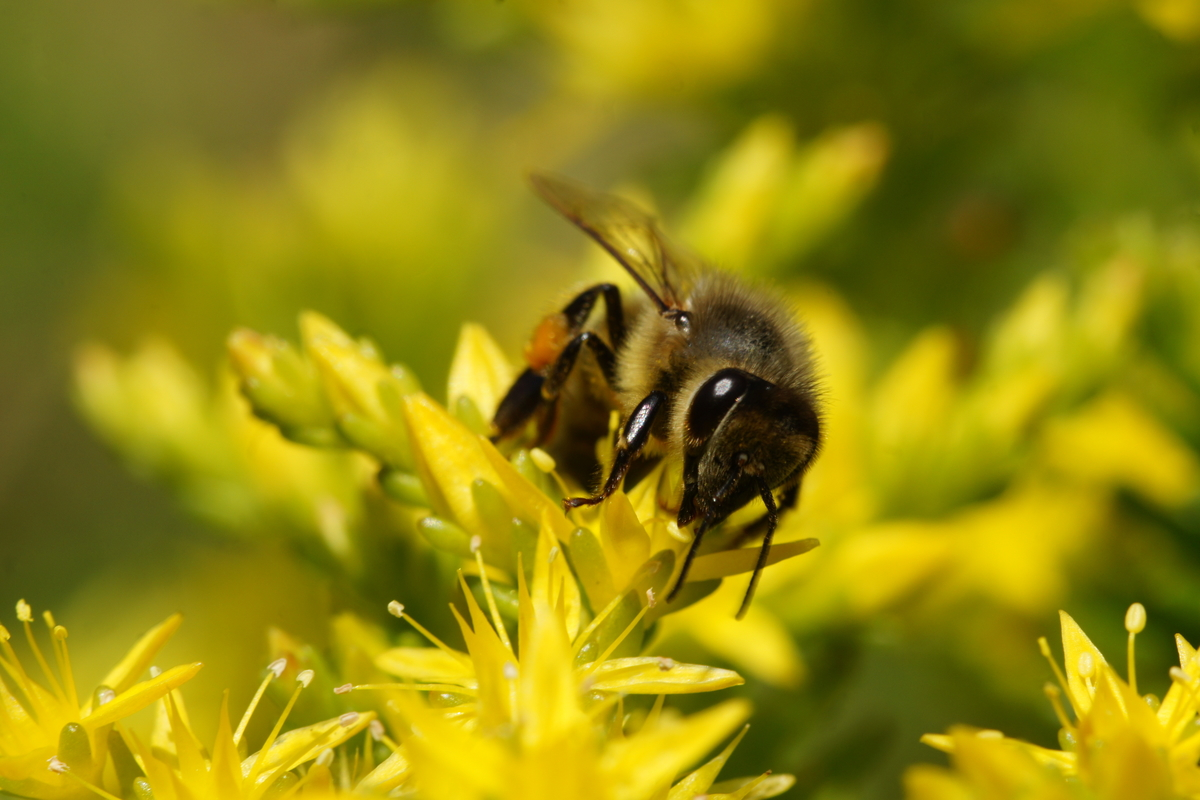
Včela opylující květ